# Scopula isomerica
Scopula isomerica är en fjärilsart som beskrevs av Louis Beethoven Prout 1922. Scopula isomerica ingår i släktet Scopula och familjen mätare. Inga underarter finns listade.